# Solanum morelliforme
Espèce
Solanum morelliforme est une espèce de plante herbacée tubéreuse vivace de la famille des Solanaceae, originaire d'Amérique du Nord et d'Amérique centrale. Elle est apparentée à la pomme de terre cultivée, mais contrairement à celle-ci, elle est diploïde (2n = 2x = 24). C'est parmi les pommes de terre sauvages l'une des deux seules espèces épiphytes (l'autre étant Solanum clarum).

## Description
Solanum morelliforme est une plante herbacée tubéreuse vivace à port dressé, ne dépassant pas 60 cm de haut. Elle produit de minuscules tubercules globuleux de quelques millimètres de diamètre de couleur blanc jaunâtre.
Les feuilles sont simples, ovales-lancéolées, et peuvent atteindre 14 cm de long sur 5 cm de large.
Les fleurs ont une corolle étoilée de 2 cm de diamètre, de couleur blanche.
Elles sont groupées en inflorescences cymeuses comptant jusqu'à une dizaine de fleurs.
Les fruits sont de petites baies globuleuses de 0,5 à 0,8 cm de diamètre, de couleur vert-jaunâtre contenant des graines ovoïdes de 2 mm de long environ, devenant visqueuses lorsqu'elles sont humidifiées.

## Habitat et distribution
Solanum morelliforme est largement répandue dans le centre et le sud du Mexique (États de Chiapas, Guerrero, Hidalgo, Jalisco, Mexico, Michoacán, Oaxaca, Puebla, Querétaro, Veracruz) jusqu'au Guatemala (départements de Chimaltenango, Huehuetenango, Quetzaltenango, Quiché, San Marcos, Totonicapán) et au Honduras.
C'est une plante épiphyte qui se rencontre sur les arbres dans les forêts de chênes et de pins à des altitude variant de 1900 à 3000 mètres.
Une population disjointe a été découverte en 2011 en Bolivie, dans le parc national Madidi (province de Franz Tamayo, département de La Paz) à plus de 4000 km au sud de l'aire de répartition connue jusqu'alors.